# Trame noire
Pour les articles homonymes, voir Trame noire (Kandinsky).
 (septembre 2018).

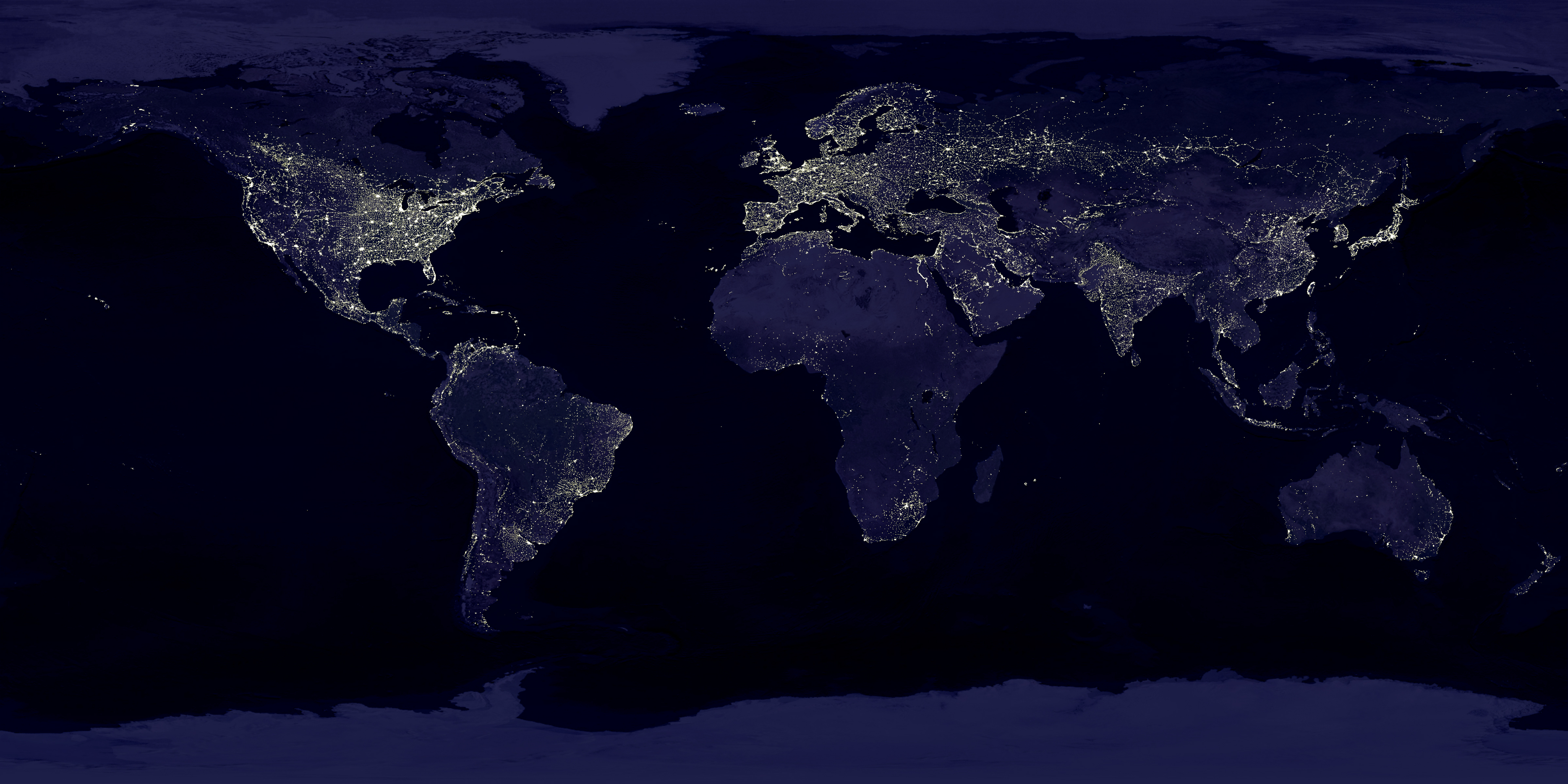
Zones de lumière sur la Terre la nuit

La trame noire est le réseau de corridors écologiques caractérisés par une certaine obscurité et empruntés par les espèces nocturnes.
Le degré de luminosité artificielle nocturne imposé par le réseau d'éclairage délimite donc des corridors écologiques, similairement à la trame verte et bleue française (TVB), d'où la similarité des termes.
L'urbanisation importante qui a vu le jour au cours du XXe siècle a engendré un développement marqué de l'éclairage artificiel nocturne. Ces nombreux points d'éclairage (lampadaires, enseignes, phares de voitures…) entraînent un phénomène de pollution lumineuse. L'impact de ce dernier sur la biodiversité est de plus en plus reconnu, notamment sur les déplacements de la faune pendant la nuit au sein d'un territoire donné. Le halo lumineux des villes se réverbère sur la couche nuageuse vers le sol. Cette modification des propriétés physiques de l'atmosphère perturbe alors les activités biologiques basées sur les cycles lunaires.

## Impacts de la pollution lumineuse nocturne
L'éclairage nocturne influence négativement les espèces animales de multiples manières et menace la biodiversité. En effet, presque un tiers des vertébrés et environ deux tiers des invertébrés sont totalement ou partiellement nocturnes.
Trois effets majeurs de cette pollution lumineuse sont observés. Certaines espèces sont attirées puis piégées au sein du périmètre éclairé. D'autres sont empêchées d'y pénétrer. D'autres encore voient leur sens de l'orientation perturbé. Aucune espèce n'est épargnée : insectes, oiseaux, mammifères, amphibiens, crustacés et même zooplancton... La flore subit elle aussi des dommages, indirects, du fait de la désertification des pollinisateurs nocturnes. Par rapport aux lieux sombres, il est constaté une baisse de 62% de la visite des fleurs.
Pour les espèces lucifuges telles que le petit rhinolophe, la fragmentation de l'habitat et la diminution de la perméabilité des barrières lumineuses exercent un impact notable. Ajoutée à la destruction des biotopes, l'apparition de ces obstacles entrave la mobilité des individus nécessaire pour un brassage génétique indispensable à la survie des populations animales.

## Prise en compte dans la gestion du territoire
La notion de trame noire rejoint le concept de réservoirs et de corridors écologiques, ensemble appelé trame verte et bleue en France. Cette dernière, dont la définition est issue du Grenelle de l’environnement en 2007, a été largement incluse dans les Schémas Régionaux de Cohérence Écologique (SRCE). Dans ce cadre, la pollution lumineuse est prise en compte dans la plupart de ces schémas.
De même, le Ministère de la Transition écologique et solidaire souligne la nécessité de prendre en compte la trame noire lors de la définition de la TVB.
Depuis 2015, le parc national des Pyrénées étudie la trame noire en relation avec la TVB sur son territoire. En particulier, une cartographie de l’intensité de l’éclairage artificiel nocturne à l’échelle du parc a été élaborée, ce qui a permis de définir des zones favorables ou non aux Murins et aux Rhinolophes, deux groupes de chiroptères lucifuges, cette étude devant être complétée à l’avenir par une analyse plus détaillée.
La ville de Lille a constitué un groupe pluridisciplinaire de réflexion sur la constitution d’une trame noire pour améliorer l’interconnexion des espaces obscurs,. L’originalité de ce travail repose sur l’utilisation des connaissances relatives à la répartition des chiroptères à l’échelle de la métropole pour y adosser la trame ainsi identifiée. Dans cette optique, les inventaires faunistiques et le niveau d’activité chiroptérique ont été analysés pour dégager une trame principale. Le niveau d’éclairage public dans les quartiers correspondants a été modifié.
La trame noire sera un point à prendre en compte par les communes lors de la rénovation du parc d’éclairage public rendue nécessaire par la mise en conformité avec les directives européennes.
La ville de New York avec son monument commémoratif temporaire des attentats du 11 septembre 2001, est un exemple d'adaptation concertée entre scientifiques et autorités publiques. La ville, construite sur le passage des oiseaux migrateurs posait déjà problème avec ses gratte-ciels. Le faisceau lumineux généré par le monument a encore accru la désorientation et la mortalité des oiseaux migrateurs. Après concertation, les pouvoirs publics ont alors décidé de l'extinction de la source lumineuse durant toute la période migratoire.
Néanmoins, l’adaptation de l’éclairage public pour la constitution d’une trame noire adaptée aux besoins de la faune est un sujet complexe et une extinction partielle des points d’éclairage ne s’accompagne pas forcément d’effets positifs significatifs.

### Vidéographie
- Romain Sordello (Office français de la biodiversité et UMSPatriNat), « Pollution lumineuse et biodiversité », sur YouTube, à 10:57.
- « MOOC TVB Séquence 6 - Sujet 1 La Trame noire un réseau écologique pour la vie la nuit », sur Vimeo, Office français de la biodiversité, 9 août 2021 (consulté le 6 décembre 2023).
- « MOOC TVB Séquence 6 - Sujet 2 Mieux gérer l’éclairage artificiel dans les continuités écologiques.mp4 », sur Vimeo, Office français de la biodiversité, 9 août 2021 (consulté le 6 décembre 2023).
- Marjorie Millès, « Conférence publique ARB îdF : "Pollution lumineuse et biodiversité : comment mettre en oeuvre une trame noire ?" », sur Agence régionale de la biodiversité en Île-de-France, 11 juillet 2019 (consulté le 6 décembre 2023).